# Orphaned Land
Orphaned Land és un grup de metal progressiu originari d'Israel. Formats a Petah Tikva el 1991 sota el nom de Resurrection, el seu estil ha anat evolucionant constantment. Amb uns inicis propers al death metal, els seus primers àlbums fusionaven el doom metal amb sonoritats orientals i folklòriques. Actualment practiquen un metal progressiu sense abandonar les sonoritats orientals. Es caracteritzen per un so melòdic però contundent, barrejant veus guturals, típiques del death metal, amb veus clares i femenines. Les seves lletres, de caràcter místic i religiós, estan escrites fonamentalment en anglès, combinant-se amb parts cantades en hebreu, àrab i llatí, i proposant un missatge de pau i harmonia entre les tres grans religions monoteistes i les diferents cultures del món. Han visitat Barcelona en algunes ocasions, la més recent el 18 d'abril de 2015 a la sala Razzmatazz de Barcelona, com a teloners del grup de power metal Blind Guardian.

## Membres actuals
- Kobi Farhi, veu.
- Uri Zelcha, baix.
- Matan Shmueli, bateria.
- Chen Balbus, guitarra rítmica.
- Idan Amsalem, guitarra elèctrica, bozouki.

## Discografia
- Sahara (1994)
- El Norra Alila (1996)
- Mabool (2004)
- The never ending way of orwarrior (2010)
- All Is One (2013)
- Unsung Prophets & Dead Messiahs (2018)